# Loreto Aprutino
Loreto Aprutino là một đô thị thuộc tỉnh Pescara trong vùng Abruzzo Ý. Đô thị này có diện tích 59 km², dân số tại thời điểm 31 tháng 12 năm 2006 là 7675 người.
Các làng trực thuộc: Acquamorta, Belvedere, Bufarale, Burlesco, Camposacro, Cancelli, Cardito, Cartiera, Casafora, Castelluccio, Cecalupo, Collatuccio, Collecera, Collefreddo, Collepalma, Colle Carpini, Colle Cavaliere, Colle Ospedale, Cordano, Cupello, Farina, Ferrauto, Fiorano, Fiume, Fontemaggio, Fonte Murata, Fornace, Galliano, Gallo, Gomma, Lauriana, Madonna degli Angeli, Moscone, Muretto, Palazzo, Pallante, Pantano, Passo Cordone, Paterno, Piano della morte, Poggio Ragone, Pozzelle, Pretore, Pretosa, Remartello, Rielli, Rotacesta, Sablanico, Saletto, Salmacina, San Domenico, San Giovanni, San Pellegrino, San Quirico, Santa Maria in Piano, Scannella inferiore, Scannella Superiore, Scrizzetto, Sgariglia, Silvi, Valle Passeri, Valle Stella, Vicenne, Villa Erminia.
Các đô thị giáp ranh gồm: Catignano, Civitaquana, Civitella Casanova, Collecorvino, Moscufo, Penne, Pianella, Picciano.